# Wasserstoffatlas Deutschland
Der Wasserstoffatlas Deutschland ist eine interaktive Web-App, die im Rahmen eines öffentlich geförderten Projektes des Bundesministeriums für Bildung und Forschung (BMBF) erstellt wurde und öffentlich zugänglich ist (Open Data). Er wurde am 21. Juli 2022 von Bundesforschungsministerin Bettina Stark-Watzinger und Michael Sterner von der Ostbayerischen Technischen Hochschule Regensburg (OTH Regensburg) vorgestellt und veröffentlicht. Die Karte stellt die aktuellen Entwicklungen und Potentiale bis zum Jahr 2050 einiger Power-to-X-Produkte dar, die durch erneuerbaren Strom in Deutschland gewonnen werden können. Neben Wasserstoff aus der Elektrolyse werden die Verfahren der Methanolherstellung, das Haber-Bosch-Verfahren, die Methanisierung und die Fischer-Tropsch-Synthese betrachtet, mit denen aus grünem Wasserstoff  und Strom weitere Produkte erzeugt werden können.

## Funktionen
Auf der Karte der Website werden die Standorte von Instituten aus dem Bereich der Wasserstoffforschung, Erzeuger von Wasserstoff und Power-to-X-Produkten sowie Anlagenhersteller für Wasserstofftechnologien dargestellt. Dieser Überblick umfasst sowohl Standorte, die in Betrieb, in Planung oder stillgelegt sind. Außerdem finden sich in der Übersicht CO2-Quellen etwa aus der Industrie, und potenzielle Wasserstoffverbraucher. Darüber hinaus kann der Benutzer das deutschlandweite Potenzial zur Erzeugung von grünem Wasserstoff anzeigen lassen. Dieses Potenzial kann deutschlandweit bis auf Kreisebene (NUTS 0-3) für die verschiedenen Erzeugungsarten (u. a. aus Windkraft, Photovoltaik, Wasserkraft) aufgelöst werden. Das Ziel des Wasserstoffatlas ist, den aktuellen Bestand, das Potenzial für Erzeugung von grünem Wasserstoff und die Nachfrage für Wasserstoff seine PtX-Folgeprodukte auf einem Atlas zu verorten und somit Planern bei der Evaluierung von Wasserstoffprojekten zu helfen.

## Zielpublikum
Die Website ist öffentlich zugänglich und richtet sich demnach an ein breites Zielpublikum. Im Fokus stehen Entscheidungsträger:
- in der Politik (Kommunen, Länder, Bund)
- aus der Industrie
- in der Projektplanung
- in Stadtwerken

## Kritik
Der Bundesverband Erneuerbare Energie bringt drei Kritikpunkte vor:
- CO2-Quellen werden gleichwertig betrachtet, egal, ob die Quelle fossil ist oder biogen.
- Der Status eines Projektes ist im Atlas nicht ersichtlich.
- Wasserstoffverbraucher werden gleichberechtigt behandelt, obwohl der Verbrauch sich um Größenordnungen unterscheiden kann.

## Projektpartner
- Forschungsstelle für Energienetze und Energiespeicher (FENES) der OTH Regensburg
- VDMA
- DIW Econ